# Граничный
Граничный — посёлок в Фировском районе Тверской области. Входит в состав Рождественского сельского поселения.

## География
Находится в 15 километрах к северо-востоку от районного центра посёлка Фирово, на реке Граничная. Граничит с селом Рождество.

## История
Посёлок сформировался в связи с развитием промышленной добычи известкового камня по берегам реки Граничная. В 1920-х годах на базе промысловой артели Гуткина создан Баталинский известковый заводд, который проработал до 1995 и закрылся из-за выработки сырья.

## Население
| 2010 |
| ---- |
| 254  |

По данным 1997 года 400 жителей в 147-ми хозяйствах.